# 10559 Yukihisa
10559 Yukihisa (1993 SJ1) là một tiểu hành tinh vành đai chính được phát hiện ngày 16 tháng 9 năm 1993 bởi K. Endate và K. Watanabe ở Kitami.